# Campeonatos estaduais de futebol do Brasil
Os campeonatos estaduais de futebol do Brasil são as competições masculinas profissionais adultas de futebol no Brasil que ocorrem geralmente entre janeiro e maio em cada uma das unidades federativas do Brasil. Historicamente, por questões econômicas e geográficas, as distâncias entre as principais cidades do país fizeram com que o povo brasileiro desenvolvesse uma forte cultura de disputa por estados. Assim, cada Unidade da Federação brasileira possui seu próprio campeonato, hoje em dia durando em torno de quatro meses.
Por causa desses campeonatos, algumas disputas entre rivais do mesmo estado ou cidade tem peso equivalente ou maior a uma disputa com os principais clubes de outros estados. Esses jogos são chamados de clássicos. Alguns exemplos são Fla-Flu, Clássico da Amizade, Clássico dos Milhões, Clássico Vovô, Clássico dos Gigantes e Clássico da Rivalidade, no Rio de Janeiro; Derby, Choque Rei, Majestoso, Clássico Alvinegro, Clássico da Saudade e San-São, em São Paulo; Grenal, no Rio Grande do Sul; Clássico Mineiro, em Minas Gerais; Atletiba, no Paraná; Clássico dos Clássicos e Clássico das Multidões, em Pernambuco; Ba-Vi, na Bahia; Clássico de Florianópolis e Clássico do Interior, em Santa Catarina; Clássico-Rei, no Ceará, entre Ceará e Fortaleza, e no Rio Grande do Norte entre ABC e América de Natal; Re-Pa, no Pará; Clássico das Multidões em Alagoas; Super Clássico, no Maranhão; Rivengo, no Piauí; Clássico dos Maiorais, na Paraíba; Derby Sergipano, em Sergipe; Derby do Cerrado, em Goiás; Rio-Nal, no Amazonas; Clássico dos Gigantes, no Espírito Santo; entre outros.

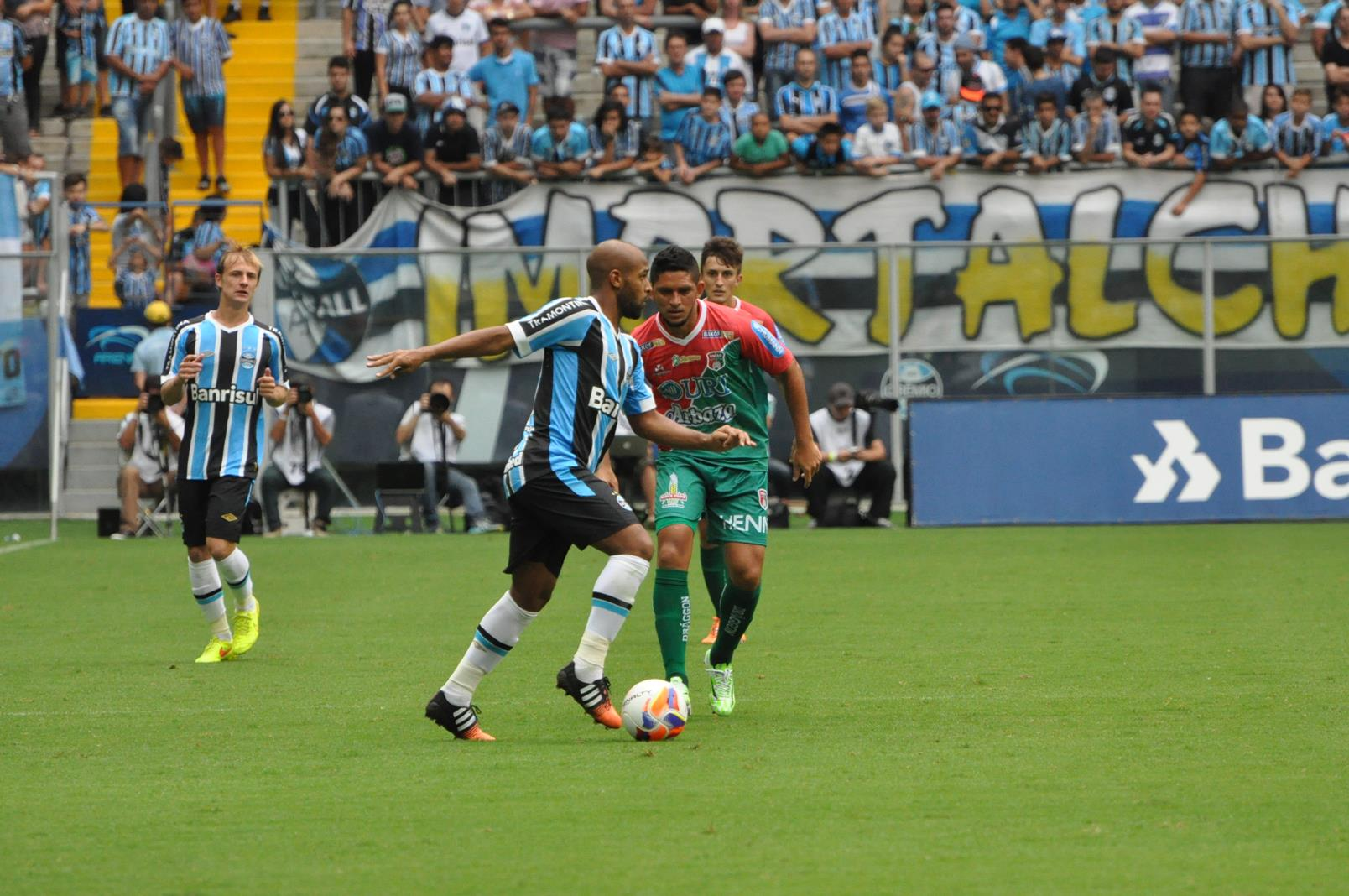
Grêmio vs. União Frederiquense pelo Campeonato Gaúcho do Rio Grande do Sul

Ao menos o campeão — mais vagas a depender do estado — está automaticamente qualificado para jogar a Copa do Brasil do ano seguinte. Além disso, os clubes mais bem posicionados de cada estado que estão fora das três primeiras divisões nacionais se qualificam para a Série D do Brasileirão do ano seguinte. As melhores equipes em cada liga estadual também podem se qualificar para copas regionais, como a Copa do Nordeste e a Copa Verde. Em alguns estados existem uma recopa entre o campeão do campeonato estadual contra o da copa estadual. Para se preparar para o estadual as equipes fazem jogos-treino e algumas optam por enfrentar selecionados municipais em diversas regiões.
A final do Campeonato Carioca de 1963, um Fla-Flu (que terminou em um empate sem gols que rendeu o título ao Flamengo), detém o recorde mundial de público de partidas entre clubes: 194.603 espectadores.

## História

### Surgimento dos primeiros campeonatos

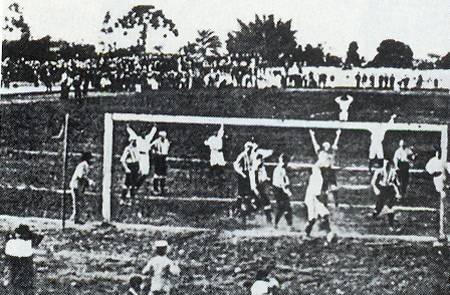
São Paulo Athletic Club e Club Athletico Paulistano na final do Campeonato Paulista de 1902 (2x1), primeiro estadual jogado no Brasil.

O futebol começou a ser difundido no Brasil através de imigrantes europeus que chegavam ao país. A versão comumente aceita é a de que Charles Miller, paulistano que estudara na Inglaterra e retornou à sua terra natal em 1894, teria sido a primeira pessoa a trazer o esporte para o Brasil.
O primeiro clube a se dedicar ao futebol foi o clube paulista São Paulo Athletic Club (SPAC), em 1894, incentivado por Miller, inicialmente praticado exclusivamente por sócios da instituição e progressivamente se espalhando a outros clubes. Em 1901 foi fundada a Liga Paulista de Foot-Ball, articulada por Antonio Casimiro da Costa, esportista filiado ao Sport Club Internacional, inspirado por modelos semelhantes de ligas que conhecera na Europa. No ano seguinte, em 1902, ocorreu a primeira edição do Campeonato Paulista de Futebol - vencida pela equipe do SPAC - a qual inaugurou o entusiasmo do público da capital paulista pelo esporte, que não o tinha aderido completamente até então, além do estabelecimento das primeiras rivalidades futebolísticas, como a entre SPAC e Paulistano.

### Meio classificatório para competições nacionais
As primeiras competições nacionais de clubes eram torneios entre competições estaduais. 
Em 1920, a CBD lançou o Campeonato Brasileiro de Clubes Campeões, reunindo os campeões carioca, gaúcho e paulista do ano anterior. O triangular, em pleno amadorismo, é tido como um dos antecedentes do Campeonato Brasileiro de Futebol.
Antes do Torneio Rio-São Paulo, taça que deu origem ao Torneio Roberto Gomes Pedrosa/Taça de Prata, o mais importante interestadual era a Taça dos Campeões Estaduais Rio–São Paulo, uma supercopa entre os vencedores destes respectivos estaduais. Na primeira metade do século XX, o confronto RJ-SP possuía dimensões nacionais.
Em 1937, a FBF, entidade defensora do profissionalismo, organiza o Torneio dos Campeões, reunindo campeões estaduais de ligas filiadas, em vez de organizar o que seria seu quarto Campeonato Brasileiro de Seleções Estaduais. O certame reuniu 5 campeões estaduais profissionais (antigo DF, ES, MG, antigo RJ, SP) de 1936. Em 2023, foi oficializado pela CBF como primeira edição do Brasileirão.
A Taça Brasil foi jogada de 1959 a 1968, reunindo os campeões estaduais da maioria das unidades federativas do Brasil. Apresentou 16 clubes em sua edição inaugural e 23 na última. Suas dez edições foram unificadas como Campeonato Brasileiro, em 2010.
A Copa do Brasil, a segunda grande competição nacional, jogada desde 1989, possui os estaduais como principal forma de classificação, englobando times de todos os estados.
O Campeonato Brasileiro de Futebol - Série D, estreada em 2009, é jogada por todas as federações, uma vez que utiliza os estaduais como meio classificatório. 
Em 2000 e 2001, os campeões carioca e paulista do mesmo ano ganharam vaga na Copa dos Campeões Regionais.

### Valor

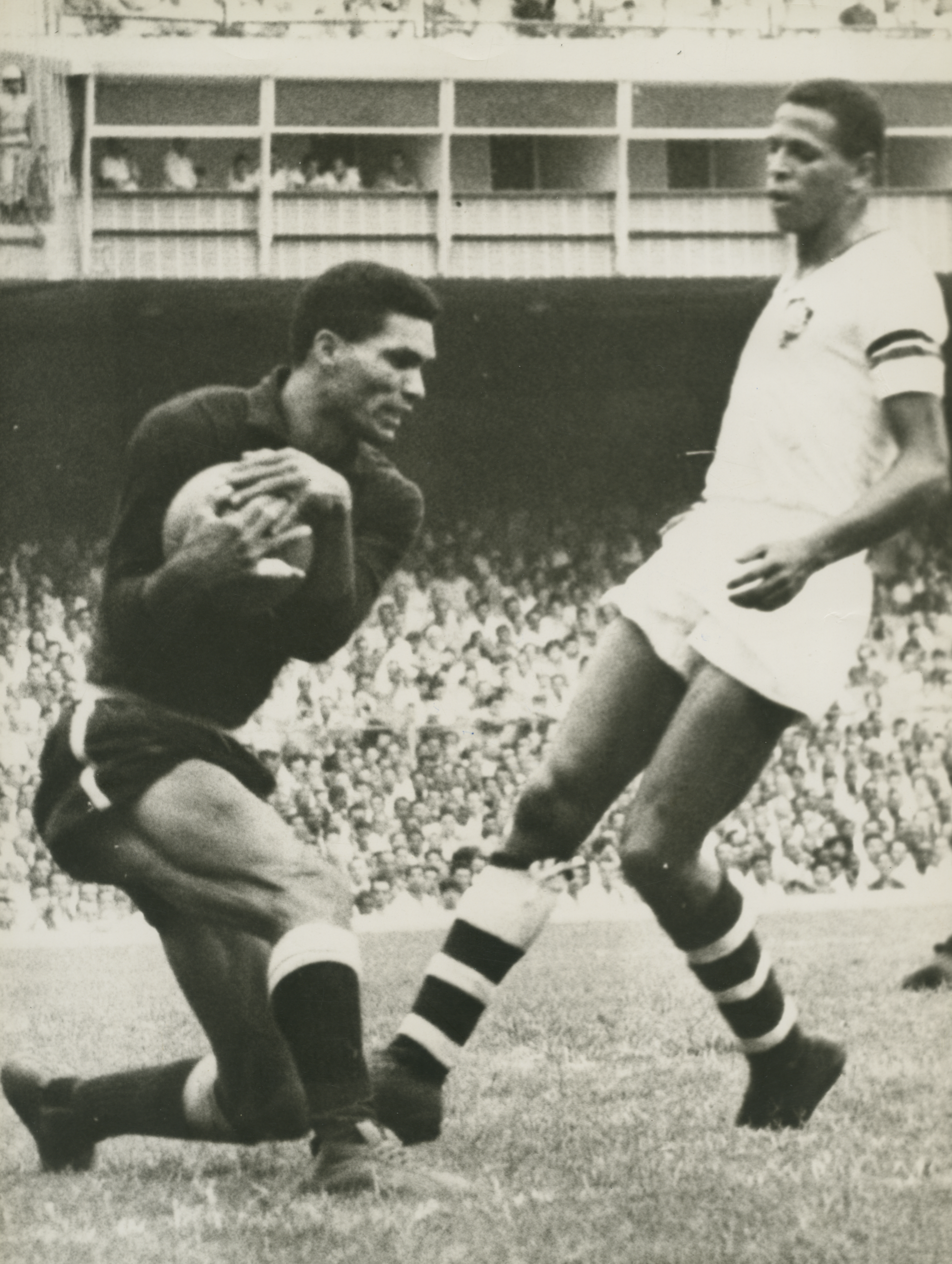
Partida entre Botafogo e Fluminense (conhecido como o Clássico Vovô) no Campeonato Carioca em 1963

Protagonistas em quase todo o século XX, sendo reconhecido o papel histórico que tiveram no desenvolvimento do esporte em um país continental e de desigualdades regionais como o Brasil, os estaduais são há algum tempo alvos de críticas e questionamentos por parte dos grandes clubes e impressa especializada, de modo que o "peso" de tal conquista vem diminuindo.
Em que pese ser popular o pensamento de que são exclusividade brasileira, certames regionais/provinciais também existem na Europa, embora quase sempre como uma divisão inferior do sistema de ligas nacional, caso da Inglaterra. Outro caso é o de ficar restrito aos clubes menores e elencos "B" dos principais clubes, como na Copa Cataluña, em que o Barcelona utiliza seu time alternativo. Considerando os principais países do futebol, o Brasil difere por ter estaduais com autonomia, calendário e plantel principal de grandes clubes.
Baixo rendimento financeiro; má organização; desinteresse dos torcedores (em um contexto de futebol globalizado), principalmente nas fases inicias; desgaste físico dos jogadores em torneios mais prestigiados; pouco desafio técnico; dentre outros problemas de logística, são alguns apontamentos.
A principal crítica, no entanto, se refere ao espaço que ocupam no calendário, inflando o total de partidas no ano, o que reduz a pré-temporada e influi negativamente no desempenho dos atletas durante o começo do Campeonato Brasileiro. Além disso, como o Brasileirão é "empurrado", rodadas ocorrem pouco antes das datas da FIFA, o que faz com que a convocação para a Seleção Brasileira desfalque os times em jogos importantes. Sem os estaduais, as rodadas do nacional ocorreriam de forma mais espaçada entre uma e outra, o que refletiria diretamente na qualidade das mesmas.
Em 2002, verificou-se um dos calendários mais conturbados do futebol nacional, tendo a CBF de compatibilizar: estaduais, interestaduais, competições nacionais — Campeonato Brasileiro, Copa do Brasil e Copa dos Campeões  —, Copa Libertadores e a parada para a Copa do Mundo. Ocorreu uma valorização dos interestaduais frente aos estaduais, saindo-se como solução, em alguns estados, a disputa destes últimos apenas por não participantes daqueles, e depois, a confrontação entre os melhores de cada qual em um "superestadual". No ano seguinte, extinguiu-se quase todos os regionais e a Copa dos Campeões.

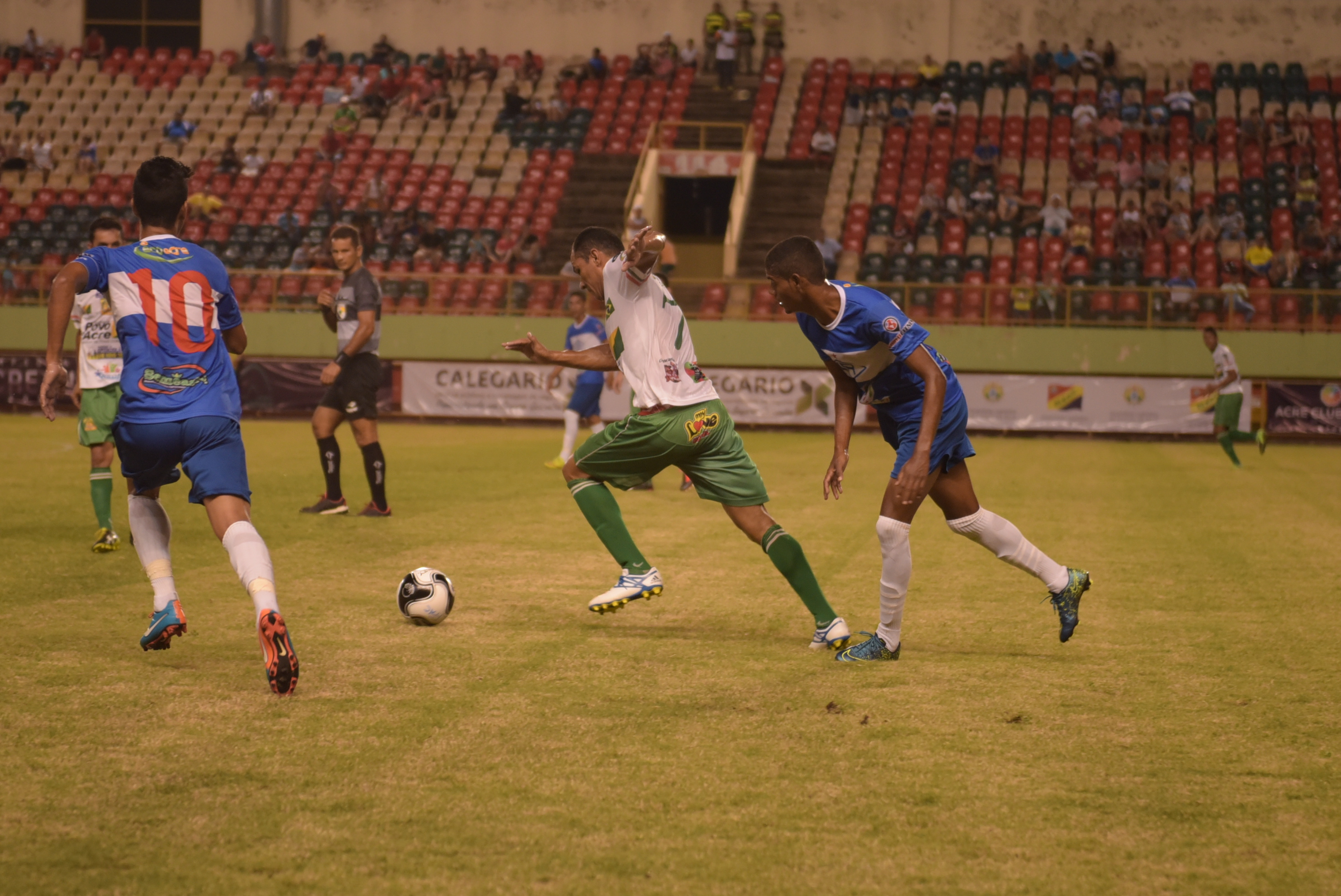
Partida no Campeonato Acriano entre Atlético Acreano e Alto Acre em 2015

Porém, também é notório a importância social e econômica que ainda possuem para os clubes pequenos da capital, do interior e de regiões de futebol menos desenvolvido, sendo em muitos casos a única competição na temporada. Servem também para que profissionais dos times de menor investimento sejam vistos pelos de maior, servindo de verdadeira vitrine, em especial para os mais jovens. Outro papel é o de manter e fortalecer rivalidades locais, principalmente em cenário de distanciamento dos rivais no âmbito nacional. Frutos das especificidades do país, estaduais são tidos como elementos importantes da cultura futebolística brasileira, sendo que campanhas ruins nestes possuem o condão de demitir treinadores de clubes da Série A.
Apesar da extinção não estar no plano da CBF e muito menos das federações estaduais, reformas foram feitas, tendo havido nas últimas edições um processo de redução no número de times e datas dos principais estaduais. Pelo Paulistão, por exemplo, os finalistas enfrentaram 23 jogos em 2013, passando para 19 em 2014, 18 em 2017 e 16 desde 2020. O estadual paulista é considerado o mais competitivo e rico, sendo uma exceção em razão da quantidade de times das três primeiras divisões nacionais, mais bem estruturados, portanto.
Pesquisa de dezembro de 2021 (Convocados/XP Investimentos), sobre a "competição mais amada" pelos torcedores brasileiros (2,3 mil entrevistados), que permitia mais de uma opção, teve os estaduais com 21%, atrás de Brasileiro (60%), Libertadores (58%), Copa do Brasil (57%), Copa do Mundo (54%) e Champions League (36%), mas à frente dos nacionais da Europa, cujo mais votado, Premier League, teve 16%.
O Partido da Causa Operária (PCO) é um partido político que se manifestou em defesa dos estaduais.

### Peculiaridade fluminense

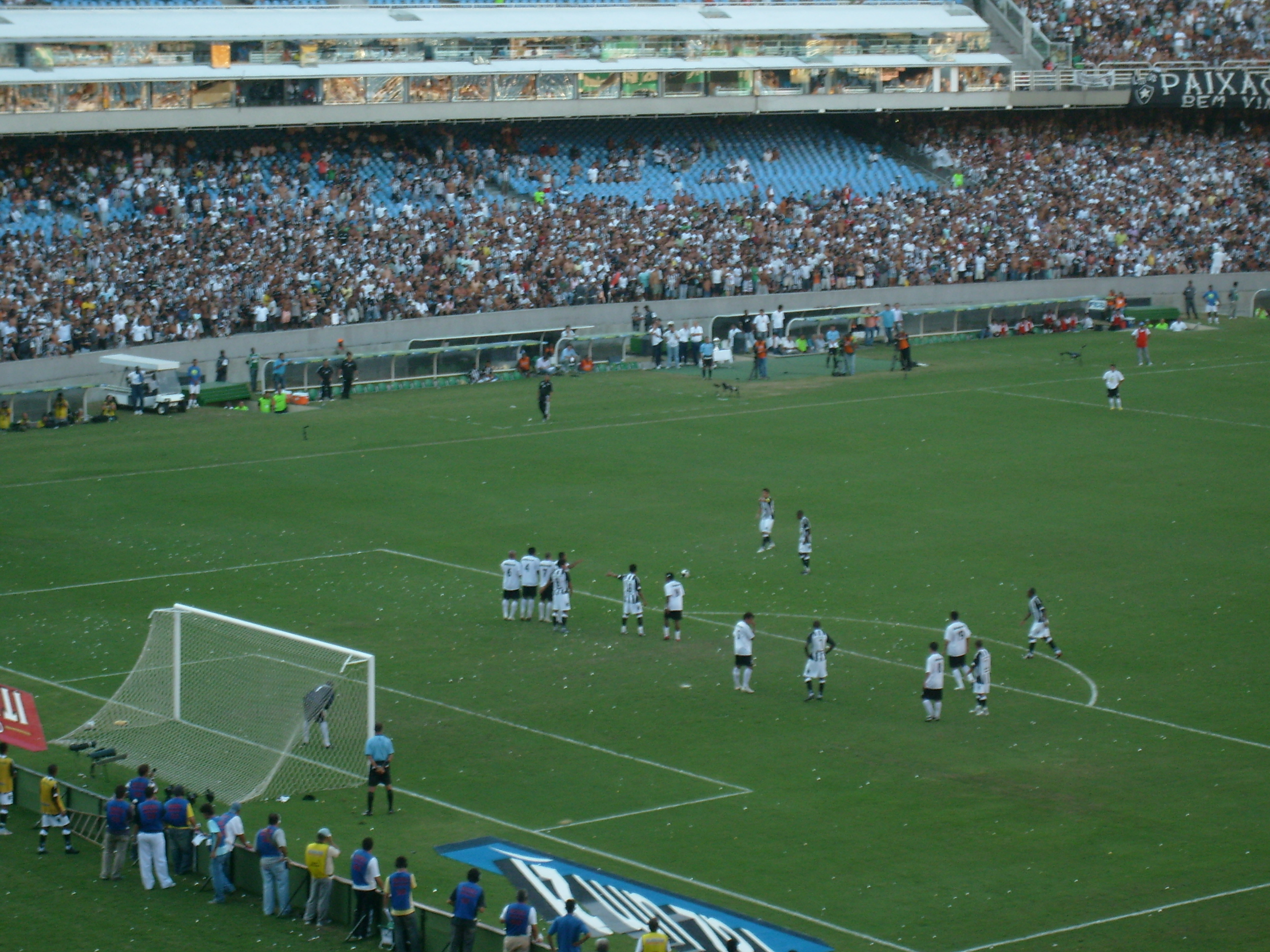
Partida pelo Campeonato Carioca entre Botafogo de Futebol e Regatas do Rio de Janeiro e o Resende Futebol Clube da cidade de Resende, do interior do estado do Rio de Janeiro. Diferente de outros estaduais, o Campeonato Carioca usa o gentílico do município e não do estado

O único campeonato estadual a não utilizar o gentílico oficial de quem nasce no estado é o do Rio de Janeiro, já que, popularmente, o torneio se chama Campeonato Carioca (carioca é o gentílico oficial do município do Rio de Janeiro), ao invés de Campeonato Fluminense. Isso ocorre por três motivos: o primeiro, por conta da tradição, já que os quatro grandes clubes e os demais times da atual capital da UF, quando esta era Distrito Federal (1891–1960) ou Estado da Guanabara (1961–1975), disputavam o prestigiado Campeonato Carioca (inaugurado em 1906), e não o desvalorizado Campeonato Fluminense (1915 a 1978), que era disputado pelo que hoje é o interior do Estado (a capital do antigo RJ era Niterói); o segundo, pela razão popular e cultural de carioca ser o gentílico pelo qual os habitantes de todo o estado do RJ são usualmente conhecidos nas demais regiões do país; e o terceiro, por haver uma tradicional agremiação no estado que se chama Fluminense, o que poderia gerar reclamações dos rivais. 
Por esses motivos, a competição é oficialmente chamada de Campeonato Estadual do Rio de Janeiro, em convergência com a instituição que o organiza: a Federação de Futebol do Estado do Rio de Janeiro (FERJ), fruto da fusão, em 1978, entre a Federação Carioca de Futebol (FCF), do extinto Estado da Guanabara, e a Federação Fluminense de Desportos (FFD). Diante da maior força do futebol da capital, optou-se por um nome mais sutil.
Sem participação popular no processo, os estados foram unificados em 1975. O primeiro campeonato unificado, porém, só ocorreu em 1979. Na sua lista oficial de campeões estaduais, a FERJ não considera o Campeonato Fluminense.

## Campeonatos estaduais

### Estaduais da primeira divisão
Todas as 27 unidades federativas do Brasil possuem a primeira divisão.
- Campeonato Acriano
- Campeonato Alagoano
- Campeonato Amapaense
- Campeonato Amazonense
- Campeonato Baiano
- Campeonato Brasiliense
- Campeonato Capixaba
- Campeonato Carioca
- Campeonato Catarinense
- Campeonato Cearense
- Campeonato Gaúcho
- Campeonato Goiano
- Campeonato Maranhense
- Campeonato Mato-Grossense
- Campeonato Mineiro
- Campeonato Paraense
- Campeonato Paraibano
- Campeonato Paranaense
- Campeonato Paulista
- Campeonato Pernambucano
- Campeonato Piauiense
- Campeonato Potiguar
- Campeonato Rondoniense
- Campeonato Roraimense
- Campeonato Sergipano
- Campeonato Sul-Mato-Grossense
- Campeonato Tocantinense

### Estaduais da segunda divisão
Apenas a unidade federativa de Roraima nunca teve a segunda divisão.
- Campeonato Acreano de Futebol - 2ª Divisão
- Campeonato Alagoano - 2ª Divisão
- Campeonato Amapaense - 2ª Divisão
- Campeonato Amazonense - 2ª Divisão
- Campeonato Baiano - 2ª Divisão
- Campeonato Brasiliense - 2ª Divisão
- Campeonato Capixaba - Série B
- Campeonato Carioca - Série A2
- Campeonato Catarinense - Série B
- Campeonato Cearense - Série B
- Campeonato Gaúcho - Série A2
- Campeonato Goiano - 2ª Divisão
- Campeonato Maranhense - 2ª Divisão
- Campeonato Mato-Grossense - 2ª Divisão
- Campeonato Mineiro - Módulo II
- Campeonato Paraense - Série B
- Campeonato Paraibano - 2ª Divisão
- Campeonato Paranaense - 2ª Divisão
- Campeonato Paulista - Série A2
- Campeonato Pernambucano - Série A2
- Campeonato Piauiense - Série B
- Campeonato Potiguar - 2ª Divisão
- Campeonato Rondoniense - 2ª Divisão
- Campeonato Sergipano - Série A2
- Campeonato Sul-Mato-Grossense - Série B
- Campeonato Tocantinense - 2ª Divisão

### Estaduais da terceira divisão
Doze unidades federativas tiveram uma terceira divisão em 2025.
- Campeonato Carioca - Série B1
- Campeonato Catarinense - Série C
- Campeonato Cearense - Série C
- Campeonato Gaúcho - 2ª Divisão
- Campeonato Goiano - 3ª Divisão
- Campeonato Mineiro - 2ª Divisão
- Campeonato Paraense - Série A3
- Campeonato Paraibano - 3ª Divisão
- Campeonato Paranaense - 3ª Divisão
- Campeonato Paulista - Série A3
- Campeonato Pernambucano - Série A3
- Campeonato Sergipano - Série A3

### Estaduais da quarta divisão
Atualmente, somente duas unidades federativas, Rio de Janeiro e São Paulo, têm a quarta divisão.
- Campeonato Carioca - Série B2
- Campeonato Paulista - Série A4

### Estaduais da quinta divisão
Atualmente, somente duas unidades federativas, Rio de Janeiro e São Paulo, têm a quinta divisão.
- Campeonato Carioca - Série C
- Campeonato Paulista - 2ª Divisão

### Supercampeonatos
- Supercampeonato Paulista
- Supercampeonato Baiano
- Supercampeonato Mineiro
- Supercampeonato Paranaense

### Campeonato estadual extra
- Campeonato Paulista Extra

### Outros estaduais extintos ou sem disputa
Entre os estaduais que não são mais disputados, temos um de primeira divisão: o Campeonato Fluminense, que acabou devido a fusão dos estados do Rio de Janeiro e da Guanabara
| - Campeonato Amapaense - 3ª Divisão - Campeonato Amazonense - 3ª Divisão - Campeonato Baiano - 3ª Divisão - Campeonato Brasiliense - 3ª Divisão - Campeonato Fluminense | - Campeonato Fluminense - 2ª Divisão - Campeonato Mato-Grossense - 3ª Divisão - Campeonato Paranaense - 4ª Divisão - Campeonato Paulista - 6ª Divisão - Campeonato Sul-Mato-Grossense - 3ª Divisão |

### Torneios extras
Estes títulos são  designados aos times de melhor campanha após os times de maior investimento do Brasil que estão na disputa do estadual. Em alguns casos é jogado um mata-mata que define o campeão, mas geralmente o time é designado campeão por fazer campanha de destaque.
| - Campeonato Carioca — Taça Rio - Campeonato Cearense — Taça Padre Cícero - Campeonato Mineiro — Campeonato Mineiro do Interior - Campeonato Paraense — Copa Grão-Pará | - Campeonato Mineiro — Troféu Inconfidência - Campeonato Paulista — Campeonato Paulista do Interior - Campeonato Gaúcho — Campeonato do Interior Gaúcho |

### Turnos estaduais
Ao final de um turno do campeonato estadual, seus vencedores levam o troféu que designam figuras que remetem a cultura e história do estado. Se destacam por ter uma tradição muito grande. Ídolos e finais marcantes fazem parte de sua história.
Abaixo as unidades federativas com turnos definidos.
À esquerda corresponde ao primeiro turno, e à direita ao segundo turno:
- Campeonato Amazonense — Taça Estado do Amazonas/Taça Cidade de Manaus
- Campeonato Carioca — Taça Guanabara/Taça Rio
- Campeonato Carioca - Série A2 — Taça Santos Dumont/Taça Corcovado
- Campeonato Carioca - Série B1 — Taça Maracanã/Taça Waldir Amaral
- Campeonato Gaúcho — Taça Piratini/Taça Farroupilha
- Campeonato Potiguar — Taça Rio Grande do Norte/Taça Cidade de Natal
- Campeonato Roraimense — Taça Boa Vista/Taça Roraima

## Estatísticas

### Atuais e maiores campeões

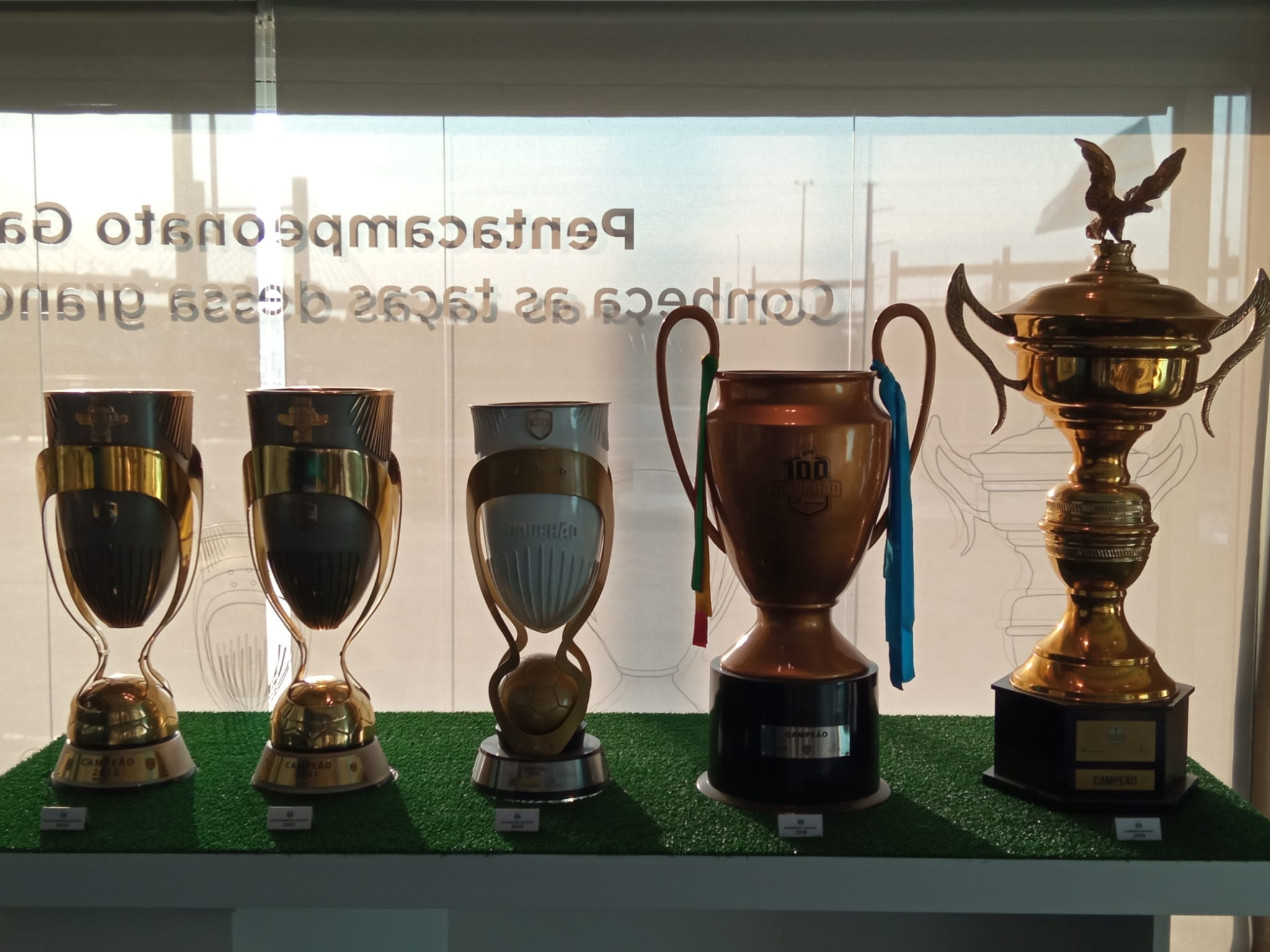
Troféus do Campeonato Gaúcho 2019-2023

O clube mais vezes campeão estadual no Brasil é o ABC, vencedor de 57 títulos potiguares, o que lhe rende o recorde mundial de mais títulos em uma mesma competição. Esta equipe também detém o recorde de títulos seguidos, dez (entre 1932 e 1941), ao lado do América Mineiro (que ganhou o Campeonato Mineiro seguidamente entre 1916 e 1925). Atlético Mineiro, Bahia e Paysandu aparecem em segundo, com 50 taças; Rio Branco-AC aparecem em seguida, com 49 títulos fechando o top-5.
ABC é também o com mais títulos em relação ao número de edições do respectivo estadual: 55,33% (o único com mais de 50%). 
Os campeões em mais de um estado, por razão de desmembramento, foram Operário (ganhou 4 títulos no MT e 11 no MS) e Comercial (ganhou 1 título no MT e 9 no MS).
Em sublinhado, maior campeão de sua respectiva região.
| Campeonato                    | Último campeão         | Maior campeão            |
| ----------------------------- | ---------------------- | ------------------------ |
| Campeonato Acriano            | Independência (13º)    | Rio Branco (49)          |
| Campeonato Alagoano           | CRB (35º)              | CSA (40)                 |
| Campeonato Amapaense          | Trem (9º)              | Macapá (16)              |
| Campeonato Amazonense         | Amazonas (2º)          | Nacional (43)            |
| Campeonato Baiano             | Bahia (51º)            | Bahia (51)               |
| Campeonato Brasiliense        | Gama (14º)             | Gama (14)                |
| Campeonato Capixaba           | Rio Branco (39º)       | Rio Branco (39)          |
| Campeonato Carioca            | Flamengo (39º)         | Flamengo (39)            |
| Campeonato Catarinense        | Avaí (19º)             | Avaí (19)                |
| Campeonato Cearense           | Ceará (47º)            | Ceará (47)               |
| Campeonato Fluminense         | Goytacaz (5º)          | Americano / Goytacaz (5) |
| Campeonato Gaúcho             | Internacional (46º)    | Internacional (46)       |
| Campeonato Goiano             | Vila Nova (16º)        | Goiás (28)               |
| Campeonato Maranhense         | Sampaio Corrêa (37º)   | Sampaio Corrêa (37)      |
| Campeonato Mato-Grossense     | Primavera (1º)         | Mixto (24)               |
| Campeonato Mineiro            | Atlético Mineiro (50º) | Atlético Mineiro (50)    |
| Campeonato Paraense           | Paysandu (50º)         | Paysandu (50)            |
| Campeonao Paraibano           | Sousa (4º)             | Botafogo (30)            |
| Campeonato Paranaense         | Operário (2º)          | Coritiba (39)            |
| Campeonato Paulista           | Corinthians (31º)      | Corinthians (31)         |
| Campeonato Pernambucano       | Sport Recife (45º)     | Sport Recife (45)        |
| Campeonato Piauiense          | Piauí (6º)             | Ríver (32)               |
| Campeonato Potiguar           | América de Natal (39º) | ABC (57)                 |
| Campeonato Rondoniense        | Porto Velho (4º)       | Ferroviário (17)         |
| Campeonato Roraimense         | GAS (2º)               | Baré (26)                |
| Campeonato Sergipano          | Confiança (23º)        | Sergipe (36)             |
| Campeonato Sul-Mato-Grossense | Operário (13º)         | Operário (13)            |
| Campeonato Tocantinense       | União (3º)             | Palmas (8)               |

Todos os campeonatos de 2024 foram encerrados

### Campeões estaduais por século
Estes são os clubes que obtiveram o maior número de títulos em seus estados no século XX e no século XXI.
| Campeonato                    | Século XX (até 2000) | Século XX (até 2000) | Século XXI (2001–Atual) | Século XXI (2001–Atual) |
| Campeonato                    | Clube                | Títulos              | Clube                   | Títulos                 |
| ----------------------------- | -------------------- | -------------------- | ----------------------- | ----------------------- |
| Campeonato Acriano            | Rio Branco           | 35                   | Rio Branco              | 14                      |
| Campeonato Alagoano           | CSA                  | 36                   | CRB                     | 11                      |
| Campeonato Amapaense          | Macapá               | 16                   | Trem                    | 7                       |
| Campeonato Amazonense         | Nacional             | 37                   | Nacional Manaus         | 6                       |
| Campeonato Baiano             | Bahia                | 42                   | Vitória                 | 12                      |
| Campeonato Brasiliense        | Brasília             | 8                    | Brasiliense             | 11                      |
| Campeonato Capixaba           | Rio Branco           | 35                   | Serra                   | 5                       |
| Campeonato Carioca            | Fluminense           | 28                   | Flamengo                | 13                      |
| Campeonato Fluminense         | Americano Goytacaz   | 5                    | Extinto                 | Extinto                 |
| Campeonato Catarinense        | Avaí                 | 13                   | Figueirense             | 8                       |
| Campeonato Cearense           | Ceará                | 37                   | Fortaleza               | 15                      |
| Campeonato Gaúcho             | Internacional        | 33                   | Internacional           | 13                      |
| Campeonato Goiano             | Goiás                | 18                   | Goiás                   | 10                      |
| Campeonato Maranhense         | Sampaio Corrêa       | 26                   | Sampaio Corrêa          | 11                      |
| Campeonato Mato-Grossense     | Mixto                | 22                   | Cuiabá                  | 13                      |
| Campeonato Mineiro            | Atlético Mineiro     | 38                   | Atlético Mineiro        | 12                      |
| Campeonato Paraense           | Remo Paysandu        | 38                   | Paysandu                | 12                      |
| Campeonato Paraibano          | Botafogo             | 24                   | Treze Campinense        | 7                       |
| Campeonato Paranaense         | Coritiba             | 30                   | Athletico               | 10                      |
| Campeonato Paulista           | Corinthians          | 23                   | Santos Corinthians      | 7                       |
| Campeonato Pernambucano       | Sport                | 33                   | Sport                   | 11                      |
| Campeonato Piauiense          | River                | 24                   | River                   | 8                       |
| Campeonato Potiguar           | ABC                  | 47                   | ABC                     | 10                      |
| Campeonato Rondoniense        | Ji-Paraná            | 7                    | Vilhena                 | 5                       |
| Campeonato Roraimense         | Baré                 | 24                   | São Raimundo            | 12                      |
| Campeonato Sergipano          | Sergipe              | 30                   | Confiança               | 10                      |
| Campeonato Sul-Mato-Grossense | Operário             | 10                   | CENE                    | 6                       |
| Campeonato Tocantinense       | Gurupi               | 2                    | Palmas                  | 7                       |

### Cronologia da profissionalização
| Era amadora                      | Era amadora                                                              | Era profissional                      | Era profissional                   |
| Campeonato                       | Entidade organizadora                                                    | Campeonato                            | Entidade organizadora              |
| -------------------------------- | ------------------------------------------------------------------------ | ------------------------------------- | ---------------------------------- |
| Campeonato Acriano (1919)        | LRF / LAET / FAD / FFAC                                                  | Campeonato Acriano (1989)             | FFAC                               |
| Campeonato Alagoano (1927)       | CEA / FAD / FAF                                                          | Campeonato Alagoano (desconhecido)    | FAF                                |
| Campeonato Amapaense (1944)      | FAD / FDA / FAF                                                          | Campeonato Amapaense (1991)           | FAF                                |
| Campeonato Amazonense (1914)     | LAF / LASA / FADA / FAF                                                  | Campeonato Amazonense (1965)          | FAF                                |
| Campeonato Baiano (1905)         | LBST, LBDT, FBDT                                                         | Campeonato Baiano (desconhecido)      | FBDT / FBF                         |
| Campeonato Brasiliense (1959)    | FDB / FMF                                                                | Campeonato Brasiliense (1976)         | FMF / FBF / FFDF                   |
| Campeonato Capixaba (1917)       | LSE / FDE                                                                | Campeonato Capixaba (anos 1930)       | FDE / FES                          |
| Campeonato Carioca (1906)        | LMF, AFRJ, LMSA / LMDT ou AMEA                                           | Campeonato Carioca (1933)             | LCF, FMD, LFRJ / FMF / FCF ou FERJ |
| Campeonato Catarinense (1924)    | LSCDT                                                                    | Campeonato Catarinense (desconhecido) | FCF                                |
| Campeonato Cearense (1915)       | LMC ou ADC                                                               | Campeonato Cearense (1939)            | FCD / FCF                          |
| Campeonato Fluminense (1915)     |                                                                          | Campeonato Fluminense (1952)          | FFD                                |
| Campeonato Gaúcho (1919)         | FRGD                                                                     | Campeonato Gaúcho (1940)              | FRGF / FGF                         |
| Campeonato Goiano (1944)         | FGF                                                                      | Campeonato Goiano (1962)              | FGF                                |
| Campeonato Maranhense (1918)     | LMS / AMEA / FMD / FMF                                                   | Campeonato Maranhense (desconhecido)  | FMF                                |
| Campeonato Mato-Grossense (1936) | FMD / FMF                                                                | Campeonato Mato-Grossense (1967)      | FMD / FMF                          |
| nenhum                           | nenhum                                                                   | Campeonato Sul-Mato-Grossense (1979)  | FFMS                               |
| Campeonato Mineiro (1915)        | LMSA / LMDT, AMET ou AMEG                                                | Campeonato Mineiro (1933)             | AME / FAMAF / FMF                  |
| Campeonato Paraense (1908)       | NFA ou LPF / LPET / FPD / LAP / APF / FPD                                | Campeonato Paraense (1945)            | FPD / FPF                          |
| Campeonato Paraibano (1908)      | LPF ou LDP / FDP / FPF                                                   | Campeonato Paraibano (1960)           | FPF                                |
| Campeonato Paranaense (1915)     | LSP, APSA ou FPD / LCF / FPF                                             | Campeonato Paranaense (desconhecido)  | FPF                                |
| Campeonato Paulista (1902)       | LPF, APEA, LAF ou FPF                                                    | Campeonato Paulista (1933)            | APEA, LPF ou LFESP / FPF           |
| Campeonato Pernambucano (1915)   | LSP / LPDT / FPD                                                         | Campeonato Pernambucano (1937)        | FPD / FPF                          |
| Campeonato Piauiense (1916)      | DPET / LST / LPSA / LPST / LTET (Teresina), LSP / LPET (Parnaíba) ou FPF | Campeonato Piauiense (1963)           | FFP                                |
| Campeonato Potiguar (1918)       | LDTRN / FND                                                              | Campeonato Potiguar (1950)            | FND / FNF                          |
| Campeonato Rondoniense (1945)    | FDG / FDR                                                                | Campeonato Rondoniense (1991)         | FFER                               |
| Campeonato Roraimense (1946)     | FRD                                                                      | Campeonato Roraimense (1995)          | FRF                                |
| Campeonato Sergipano (1918)      | LDS ou LSEA / FSD                                                        | Campeonato Sergipano (1960)           | FSF                                |
| Campeonato Tocantinense (1989)   | FTF                                                                      | Campeonato Tocantinense (1993)        | FTF                                |

1. ↑  A atual Federação de Futebol do Acre originou-se como a Liga Riobranquense de Futebol, posteriormente renomeada para Liga Acreana de Sports Terrestres em 1921, Federação Acreana de Desportos em 1941, Federação de Futebol do Estado do Acre em 1987 e, finalmente, adotando seu nome atual em 1999.
2. ↑  A atual Federação Alagoana de Futebol originou-se como a Coligação Esportiva de Alagoas, posteriormente renomeada para Federação Alagoana de Desportos em 1934 e, finalmente, adotando seu nome atual em 1999.
3. ↑  A atual Federação Amapaense de Futebol originou-se como a Federação de Desportos do Amapá em 1945, posteriormente renomeada para Federação Amapaense de Desportos em 1977 e, finalmente, adotando seu nome atual.
4. ↑  A atual Federação Amazonense de Futebol originou-se como a Liga Amazonense de Foot-ball, posteriormente renomeada para Liga Amazonense de Sport Athléticos em 1916, Federação Amazonense de Desportos Atléticos em 1917 e, finalmente, adotando seu nome atual em 1960.
5. ↑  A atual Federação Bahiana de Futebol originou-se de clubes pertencentes a duas ligas distintas. Uma delas era a Liga Bahiana dos Sports Terrestres, que existiu de 1904 a 1912 e era caracterizada por um caráter mais elitista e exclusivo. A outra era a Liga Brasileira de Desportos Terrestres, ativa de 1913 a 1919, que tinha um caráter mais popular e era conhecida pejorativamente como a "Liga dos Pretinhos". A fusão dessas duas ligas levou à criação da Liga Bahiana de Desportos Terrestres em 1920.[64] Posteriormente, foi renomeada para Federação Bahiana de Desportos Terrestres em 1941, antes de finalmente adotar seu nome atual, Federação Bahiana de Futebol.
6. ↑  A atual Federação de Futebol do Distrito Federal foi fundada como a Federação Desportiva de Brasília em 1959. Posteriormente, foi renomeada para Federação Metropolitana de Futebol em 1971, Federação Brasiliense de Futebol em 2004 e, finalmente, adotou seu nome atual em 2015.[65]
7. ↑  A atual Federação de Futebol do Distrito Federal foi fundada como a Federação Desportiva de Brasília em 1959. Posteriormente, foi renomeada para Federação Metropolitana de Futebol em 1971, Federação Brasiliense de Futebol em 2004 e, finalmente, adotou seu nome atual em 2015.
8. ↑  O Rio de Janeiro tinha o status de Distrito Federal como capital do Brasil na época, e seu campeonato de futebol era oficialmente conhecido como Campeonato Metropolitano até 1959.
9. ↑  Organizado por diferentes entidades rivais: a Liga Metropolitana de Football (1906–1907), a Liga Metropolitana de Sports Athleticos / Liga Metropolitana de Desportos Terrestres (1908–1934), a Associação de Football do Rio de Janeiro (1912) e a Associação Metropolitana de Esportes Athleticos (1924–1934).
10. ↑  Organizado por diferentes entidades rivais: a Liga Carioca de Football (1933–1936), a Federação Metropolitana de Desportos (1935–1936) e, posteriormente, a Liga de Football do Rio de Janeiro / Federação Metropolitana de Futebol / Federação Carioca de Futebol (1937–1978), finalmente adotando seu nome atual, Federação de Futebol do Estado do Rio de Janeiro, em 1978.
11. ↑  Até 1927, apenas clubes de Florianópolis participavam da competição
12. ↑  Organizado pela Liga Santa Catharina de Desportos Terrestres, posteriormente renomeada para Federação Catarinense de Desportos em 1941 e, finalmente, adotando seu nome atual, Federação Catarinense de Futebol, em 1951.[66]
13. ↑  A primeira liga de futebol no Ceará foi a Liga Metropolitana Cearense de Foot-ball, que existiu entre 1915 e 1919. No ano seguinte, em 1920, uma nova liga foi fundada, a Associação Desportiva Cearense, que foi renomeada para Federação Cearense de Desportos em 1941 e, finalmente, adotou seu nome atual, Federação Cearense de Futebol, em 1972.[67]
14. ↑  Organizado pela Federação Rio-Grandense de Desportos, posteriormente renomeada para Federação Rio-Grandense de Futebol em 1941 e, finalmente, adotando seu nome atual, Federação Gaúcha de Futebol, na década de 1960.[71]
15. ↑  A atual Federação Goiana de Futebol foi fundada como a Associação Goiana de Esportes em 1939 e adotou seu nome atual em 1941.[72]
16. ↑  A atual Federação Maranhense de Futebol originou-se como a Liga Maranhense de Sports em 1918, posteriormente renomeada para Associação Maranhense de Esportes Atléticos em 1938, Federação Maranhense de Desportos em 1941 e, finalmente, adotando seu nome atual em 1994.
17. ↑  A atual Federação Matogrossense de Futebol foi fundada como a Federação Matogrossense de Desportos em 1942 e adotou seu nome atual em 1979.
18. ↑  Organizada por diferentes entidades rivais. A primeira foi a Liga Mineira de Sports Athleticos, fundada em 1915 e posteriormente renomeada para Liga Mineira de Desportos Terrestres (LMDT) em 1918. Uma entidade dissidente, a Associação Mineira de Esportes Terrestres, surgiu e organizou apenas um campeonato paralelo em 1926. Outra entidade dissidente, a Associação Mineira de Esportes Geraes (AMEG), foi estabelecida em 1932, reunindo os clubes mais fortes de Belo Horizonte na época. Pouco depois, a LMDT e a AMEG se fundiram para formar a Associação Mineira de Esportes em 1933, que institucionalizou o profissionalismo no futebol mineiro naquela temporada.[73][74]
19. ↑  A Associação Mineira de Esportes fundiu-se com a Federação das Associações Mineiras de Athletismo para formar a Federação das Associações Mineiras de Athletismo e Futebol em 1937. A entidade foi renomeada para Federação Mineira de Futebol em 1939.[73]
20. ↑  A primeira entidade a organizar campeonatos oficiais no Pará foi a Nacional FootBall Association, fundada em 1908. Uma nova entidade, a Liga Paraense de Foot-Ball, foi criada em 1913 para organizar continuamente campeonatos locais de futebol. Foi renomeada para Liga Paraense de Esportes Terrestres em 1917, Federação Paraense de Desporto em 1928, Liga Atlética Paraense em 1933, Associação Paraense de Futebol em 1938, Federação Paraense de Desportos novamente em 1941 e, finalmente, adotou seu nome atual, Federação Paraense de Futebol, em 1970.
21. ↑  A primeira entidade de futebol na Paraíba foi a Liga Parahybana de Football, fundada em 1908 e dissolvida em 1918. Uma nova entidade, a Liga Desportiva Paraibana, surgiu em 1919 e foi posteriormente renomeada para Federação Desportiva Paraibana em 1941, antes de adotar seu nome atual, Federação Paraibana de Futebol, em 1947.
22. ↑  A atual Federação Paranaense de Futebol originou-se da fusão de duas ligas distintas – a Liga Sportiva Paranaense (fundada em 1915) e a Associação Paranaense de Sports Athléticos (criada em 1916) –, o que levou ao estabelecimento da Associação Sportiva Paranaense em 1916. Posteriormente, foi renomeada para Federação Paranaense de Desportos (FPD) em 1926. A FPD delegou a administração do futebol na capital, Curitiba, à Liga Curitibana de Futebol (LCF), enquanto a Federação Paranaense de Futebol (FPF) assumiu o controle do futebol no restante do estado em 1937. A LCF foi dissolvida na temporada de 1941, e a FPF tornou-se a principal entidade responsável pelo futebol no Paraná a partir de então.
23. ↑  Organizado por diferentes entidades rivais: a Liga Paulista de Football (1902–1916), a Associação Paulista de Esportes Atléticos (1913–1932), a Liga de Amadores de Football (1926–1929) e a Federação Paulista de Football (1933–1934).
24. ↑  Organizado por diferentes entidades rivais: a Associação Paulista de Esportes Atléticos (1933–1936), a Liga Paulista de Futebol (1935–1936) e, finalmente, a Liga de Futebol do Estado de São Paulo em 1937, posteriormente chamada de Federação Paulista de Futebol em 1941.
25. ↑  A atual Federação Pernambucana de Futebol originou-se como a Liga Sportiva Pernambucana em 1915, posteriormente renomeada para Liga Pernambucana de Desportos Terrestres em 1918, Federação Pernambucana de Desportos em 1931 e, finalmente, adotando seu nome atual em 1955.
26. ↑  Várias entidades precederam o que hoje é a Federação de Futebol do Piauí. Entre 1916 e 1940, período em que o amadorismo predominava no futebol, os campeonatos estaduais eram, na prática, campeonatos municipais. Havia ligas independentes organizando campeonatos separados em Teresina (a capital do estado) e Parnaíba (a segunda maior cidade do estado). As ligas de Teresina incluíam o Diretório Piauhyense de Esportes Terrestres, a Liga Sportiva Theresinense, a Liga Piauhyense de Sports Athleticos, a Liga Piauhyense de Sports Terrestres e a Liga Teresinense de Esportes Terrestres. As ligas de Parnaíba incluíam a Liga Sportiva Parnahybana e a Liga Piauiense de Esportes Terrestres. A partir de 1941, os estados passaram a ter apenas uma federação, o que levou ao estabelecimento da Federação de Futebol do Piauí.
27. ↑  Organizado pela Liga de Desportos Terrestres do Rio Grande do Norte, posteriormente renomeada para Federação Norteriograndense de Desportos em 1941 e, finalmente, adotando seu nome atual, Federação Norte-rio-grandense de Futebol, em 1976.
28. ↑  A primeira organização esportiva criada no que hoje é o estado de Rondônia foi a Federação de Desportos do Guaporé, nomeada em referência ao então Território do Guaporé (até 1956). Foi renomeada para Federação de Desportos de Rondônia em 1967 e, finalmente, adotou seu nome atual, Federação de Futebol do Estado de Rondônia, na década de 1980.
29. ↑  Organizado pela Federação Riobranquense de Desportos, posteriormente renomeada para Federação Roraimense de Desportos em 1962 e, finalmente, adotando seu nome atual, Federação Roraimense de Futebol, em 1974.
30. ↑  Organizado pela Liga Desportiva Sergipana até 1926. Posteriormente, foi organizado pela Liga Sergipana de Esportes Atléticos (criada em 1927), renomeada para Federação Sergipana de Desportos em 1941 e, finalmente, adotando seu nome atual, Federação Sergipana de Futebol, em 1976.
31. ↑  O atual Campeonato Tocantinense de Futebol começou como uma competição amadora sob o nome de Copa Tocantins.

### Dados gerais
Atualizado até 2023
| Posição | Campeonato                    | Ano  | Primeiro campeão         | Edições | Quant. vencedores | Interrompido | N.º atual de equipes |
| ------- | ----------------------------- | ---- | ------------------------ | ------- | ----------------- | ------------ | -------------------- |
| 1.º     | Campeonato Paulista           | 1902 | São Paulo Athletic Club  | 136     | 18                | Não          | 16                   |
| 2.º     | Campeonato Baiano             | 1905 | Internacional de Cricket | 119     | 21                | Não          | 10                   |
| 3.º     | Campeonato Carioca            | 1906 | Fluminense               | 126     | 8                 | Não          | 12                   |
| 4.º     | Campeonato Paraense           | 1908 | União Sportiva           | 111     | 7                 | Sim          | 12                   |
| 5.º     | Campeonato Amazonense         | 1914 | Manáos Athletic Club     | 108     | 20                | Sim          | 10                   |
| –       | Campeonato Fluminense         | 1915 | Ararigboya               | 53      | 28                | Sim          | Ext.                 |
| 6.º     | Campeonato Paranaense         | 1915 | International            | 109     | 20                | Não          | 12                   |
| 7.º     | Campeonato Mineiro            | 1915 | Atlético Mineiro         | 109     | 7                 | Não          | 12                   |
| 8.º     | Campeonato Pernambucano       | 1915 | SC Flamengo              | 109     | 8                 | Não          | 10                   |
| 9.º     | Campeonato Cearense           | 1915 | Ceará                    | 109     | 11                | Não          | 10                   |
| 10.º    | Campeonato Piauiense          | 1916 | Parnahyba                | 126     | 26                | Não          | 8                    |
| 11.º    | Campeonato Capixaba           | 1917 | América                  | 107     | 23                | Não          | 10                   |
| 12.º    | Campeonato Maranhense         | 1918 | Luso Brasileiro          | 102     | 14                | Sim          | 8                    |
| 13.º    | Campeonato Sergipano          | 1918 | Cotinguiba               | 100     | 16                | Sim          | 10                   |
| 14.º    | Campeonato Potiguar           | 1919 | América                  | 103     | 10                | Sim          | 8                    |
| 15.º    | Campeonato Gaúcho             | 1919 | Brasil de Pelotas        | 103     | 17                | Sim          | 12                   |
| 16.º    | Campeonato Paraibano          | 1919 | Palmeiras                | 102     | 16                | Sim          | 10                   |
| 17.º    | Campeonato Acriano            | 1919 | Rio Branco               | 96      | 14                | Sim          | 11                   |
| 18.º    | Campeonato Catarinense        | 1924 | Avaí                     | 98      | 23                | Sim          | 12                   |
| 19.º    | Campeonato Alagoano           | 1927 | CRB                      | 93      | 11                | Sim          | 8                    |
| 20.º    | Campeonato Mato-Grossense     | 1943 | Mixto                    | 80      | 18                | Sim          | 10                   |
| 21.º    | Campeonato Goiano             | 1944 | Atlético Goianiense      | 80      | 9                 | Não          | 12                   |
| 22.º    | Campeonato Amapaense          | 1944 | Macapá                   | 78      | 14                | Sim          | 8                    |
| 23.º    | Campeonato Roraimense         | 1946 | Roraima                  | 29      | 6                 | Sim          | 9                    |
| 24.º    | Campeonato Brasiliense        | 1959 | G.E. Brasiliense         | 65      | 23                | Não          | 10                   |
| 25.º    | Campeonato Sul-Mato-Grossense | 1979 | Operário                 | 45      | 13                | Não          | 10                   |
| 26.º    | Campeonato Rondoniense        | 1991 | Ji-Paraná                | 33      | 13                | Não          | 6                    |
| 27.º    | Campeonato Tocantinense       | 1993 | Tocantinópolis           | 31      | 10                | Não          | 8                    |
| Total   |                               |      |                          | 2560    | 424               |              | 275                  |

### Maiores goleadas
| Estado                | Divisão          | Data                    | Mandante            | Placar       | Visitante                           | Estádio                            | Fontes       |
| --------------------- | ---------------- | ----------------------- | ------------------- | ------------ | ----------------------------------- | ---------------------------------- | ------------ |
| Acre                  | Primeira Divisão | 8 de março de 1958      | Independência       | 20 — 0       | Botafogo Futebol Clube (Rio Branco) | José de Melo                       |              |
| Acre                  | Segunda Divisão  | 26 de agosto de 2014    | São Francisco       | 0 — 7        | Amax                                | Florestão                          |              |
| Alagoas               | Primeira Divisão | 28 de janeiro de 1945   | Maceió              | 0 — 22       | CSA                                 | Pajuçara                           |              |
| Alagoas               | Segunda Divisão  | 1943                    | Andaraí             | 11 — 0       | Torre                               |                                    |              |
| Amapá                 | Primeira Divisão | 27 de outubro de 2004   | São José            | 17 — 2       | Santos                              | Zerão                              |              |
| Amapá                 | Segunda Divisão  | 1988                    | Cristal             | 5 — 0        | Lagoa                               |                                    |              |
| Amazonas              | Primeira Divisão | 24 de setembro de 1922  | Nacional            | 24 — 0       | Brasil Sport                        |                                    | [ 79 ]       |
| Amazonas              | Segunda Divisão  | 2 de dezembro de 2007   | Nacional B          | 9 — 0        | CDC Manicoré                        | Vivaldo Lima                       |              |
| Amazonas              | Terceira Divisão | Desconhecido            | Desconhecido        | Desconhecido | Desconhecido                        | Desconhecido                       | Desconhecido |
| Bahia                 | Primeira Divisão | 1 de maio de 1930       | Ypiranga            | 16 — 0       | Democrata                           |                                    |              |
| Bahia                 | Segunda Divisão  | 9 de julho de 2023      | UNIRB               | 9 — 0        | Leônico                             | Arena Cajueiro                     |              |
| Bahia                 | Terceira Divisão | 5 de novembro de 2000   | Itapetinga          | 11 — 1       | Renascente                          | Primavera                          |              |
| Ceará                 | Primeira Divisão | 1919                    | Bangu               | 16 — 0       | Hespéria                            |                                    |              |
| Ceará                 | Segunda Divisão  | 10 de junho de 2004     | América             | 0 — 10       | Uruburetama                         | Antony Costa                       |              |
| Ceará                 | Segunda Divisão  | 21 de fevereiro de 2016 | Ferroviário         | 10 — 0       | Campo Grande                        | Presidente Vargas                  | [ 80 ]       |
| Ceará                 | Terceira Divisão | 27 de setembro de 2009  | Pacajuense          | 19 — 1       | Aliança Atlética                    | Assis Benício                      |              |
| Distrito Federal      | Primeira Divisão | 30 de julho de 1961     | Rabello             | 12 — 0       | Sobradinho                          | Paulo Linhares                     |              |
| Distrito Federal      | Segunda Divisão  | 3 de outubro de 2021    | ARUC                | 10 — 0       | Bolamense                           | Defelê                             |              |
| Distrito Federal      | Terceira Divisão | 24 de outubro de 2006   | Legião              | 12 — 0       | Bosque                              | Mané Garrincha                     |              |
| Espírito Santo        | Primeira Divisão | 10 de fevereiro de 2010 | Espírito Santo      | 2 — 14       | Rio Branco                          | Sumaré                             |              |
| Espírito Santo        | Segunda Divisão  | 29 de junho de 2002     | CTE Colatina        | 8 — 1        | Riachuelo                           | Justiniano de Melo e Silva         |              |
| Espírito Santo        | Segunda Divisão  | 9 de abril de 2016      | Castelo             | 7 — 0        | ESSE                                | Emílio Nemer                       |              |
| Antigo Rio de Janeiro | Primeira Divisão | 4 de março de 1944      | Petropolitano       | 14 — 4       | Portela                             | Carlos Guinle                      |              |
| Antigo Rio de Janeiro | Primeira Divisão | 13 de dezembro de 1942  | Fluminense          | 11 — 1       | Cordeiro                            |                                    |              |
| Antigo Rio de Janeiro | Segunda Divisão  | 12 de novembro de 1978  | Rio das Ostras      | 0 — 5        | Costeira                            |                                    |              |
| Goiás                 | Primeira Divisão | 12 de setembro de 1948  | Atlético            | 14 — 0       | Botafogo                            |                                    |              |
| Goiás                 | Segunda Divisão  | 10 de junho de 2004     | Goiânia             | 10 — 0       | América                             | Pedro Ludovico                     |              |
| Goiás                 | Terceira Divisão | 9 de novembro de 2008   | Inhumas             | 12 — 1       | Monte Cristo                        | Zico Brandão                       |              |
| Maranhão              | Primeira Divisão | 2 de setembro de 1934   | Sampaio Corrêa      | 20 — 0       | Santos Dumont                       |                                    |              |
| Maranhão              | Segunda Divisão  | 23 de novembro de 2008  | JV Lideral          | 6 — 0        | Urbano Santos                       | Walter Lira                        |              |
| Mato Grosso           | Primeira Divisão | 7 de novembro de 1943   | Dom Bosco           | 15 — 1       | Estado Novo                         |                                    |              |
| Mato Grosso           | Primeira Divisão | 9 de julho de 1980      | Mixto               | 14 — 0       | Humaitá                             |                                    |              |
| Mato Grosso           | Primeira Divisão | 21 de março de 2010     | Cáceres             | 0 — 14       | Sorriso                             | Geraldão                           |              |
| Mato Grosso           | Segunda Divisão  | 20 de agosto de 2009    | Mixto               | 14 — 0       | Tangará                             | Dutrinha                           |              |
| Mato Grosso           | Terceira Divisão | 23 de agosto de 2008    | Sorriso             | 8 — 1        | Vera                                |                                    |              |
| Mato Grosso           | Terceira Divisão | 17 de agosto de 2008    | Matupá              | 7 — 0        | Guarantã do Norte                   |                                    |              |
| Mato Grosso           | Terceira Divisão | 26 de outubro de 2008   | Água Boa            | 7 — 0        | Porto Alegre do Norte               |                                    |              |
| Mato Grosso do Sul    | Primeira Divisão | 5 de novembro de 1980   | Operário            | 11 — 0       | Taveirópolis                        | Morenão                            |              |
| Mato Grosso do Sul    | Segunda Divisão  | 15 de setembro de 2012  | Corumbaense         | 23 — 1       | Coxim                               | Arthur Marinho                     | [ 81 ]       |
| Mato Grosso do Sul    | Terceira Divisão | 3 de agosto de 2008     | Nova Andradina      | 7 — 0        | Alcinópolis                         | Andradão                           |              |
| Minas Gerais          | Primeira Divisão | 17 de junho de 1928     | Palestra Itália     | 14 — 0       | Alves Nogueira                      | Estádio do Barro Preto             |              |
| Minas Gerais          | Primeira Divisão | 29 de julho de 1928     | América             | 14 — 0       | Palmeiras                           |                                    |              |
| Minas Gerais          | Segunda Divisão  | 31 de julho de 1932     | Tupy                | 10 — 0       | Montes Claros                       |                                    |              |
| Minas Gerais          | Terceira Divisão | 11 de setembro de 2016  | Arsenal             | 0 — 9        | Coimbra                             | Arena do Jacaré                    |              |
| Pará                  | Primeira Divisão | 11 de junho de 1922     | Paysandu            | 17 — 0       | Panther FC                          | Curuzu                             |              |
| Pará                  | Segunda Divisão  | 25 de outubro de 2015   | Águia de Marabá     | 12 — 1       | Tiradentes                          | Zinho de Oliveira                  |              |
| Paraíba               | Primeira Divisão | 1 de junho de 1941      | Botafogo            | 16 — 1       | Sport                               |                                    |              |
| Paraíba               | Primeira Divisão | 24 de agosto de 1941    | Treze               | 15 — 0       | Sport                               |                                    |              |
| Paraíba               | Segunda Divisão  | 27 de junho de 2009     | Perilima            | 1 — 9        | Atlético Cajazeirense               | Amigão                             |              |
| Paraíba               | Segunda Divisão  | 17 de maio de 2009      | Cruzeiro            | 8 — 0        | Perilima                            | José Cavalcanti                    |              |
| Paraíba               | Segunda Divisão  | 21 de julho de 2012     | Sport Campina       | 0 — 8        | Desportiva Guarabira                | Amigão                             |              |
| Paraíba               | Segunda Divisão  | 26 de setembro de 2018  | Queimadense         | 0 — 8        | Perilima                            | Romerão                            | [ 82 ]       |
| Paraíba               | Terceira Divisão | 17 de Novembro de 2021  | Paraíba             | 5 — 0        | Santos-PB                           | Zezão                              |              |
| Paraná                | Primeira Divisão | 7 de setembro de 1931   | Palestra Itália     | 16 — 0       | Paranaense                          |                                    |              |
| Paraná                | Segunda Divisão  | 30 de março de 2000     | Cataratas           | 19 — 0       | Real Beltronense                    | Estádio do ABC                     |              |
| Paraná                | Terceira Divisão | 15 de julho de 2001     | Roma Apucarana      | 10 — 0       | Tamandaré                           | Bom Jesus da Lapa                  |              |
| Paraná                | Quarta Divisão   | 28 de outubro de 2001   | Dois Vizinhos       | 7 — 0        | Quatro Barras                       | Frederico Galvão                   |              |
| Pernambuco            | Primeira Divisão | 1 de julho de 1945      | Náutico             | 21 — 3       | Flamengo                            | Aflitos                            | [ 83 ]       |
| Pernambuco            | Segunda Divisão  | 11 de maio de 2003      | Petrolândia         | 0 — 9        | Serrano                             | Galegão                            |              |
| Pernambuco            | Segunda Divisão  | 15 de setembro de 2013  | Araripina           | 9 — 0        | Flamengo                            | Chapadão do Araripe                |              |
| Pernambuco            | Segunda Divisão  | 4 de outubro de 2017    | Ferroviário do Cabo | 0 — 9        | Cabense                             | Gileno de Carli                    |              |
| Pernambuco            | Terceira Divisão | 14 de maio de 2000      | Comercial           | 5 — 0        | Nacional                            |                                    |              |
| Piauí                 | Primeira Divisão | 18 de dezembro de 1960  | Botafogo            | 14 — 3       | Rio Negro                           |                                    |              |
| Piauí                 | Primeira Divisão | 20 de novembro de 1960  | Auto Esporte        | 12 — 1       | Santa Cruz                          | Lindolfo Monteiro                  |              |
| Piauí                 | Primeira Divisão | 2 de outubro de 1960    | Flamengo            | 11 — 0       | Santa Cruz                          |                                    |              |
| Piauí                 | Segunda Divisão  | 21 de novembro de 2015  | Altos               | 6 — 0        | Comercial                           | Felipão                            |              |
| Rio de Janeiro        | Primeira Divisão | 30 de maio de 1909      | Botafogo            | 24 — 0       | Mangueira                           | Voluntários da Pátria              | [ 84 ]       |
| Rio de Janeiro        | Segunda Divisão  | 5 de novembro de 1933   | São Christóvão      | 14 — 0       | Édison                              | Figueira de Melo                   |              |
| Rio de Janeiro        | Terceira Divisão | 13 de março de 2011     | Duquecaxiense       | 13 — 0       | Futuro Bem Próximo                  | Maracanãzinho                      |              |
| Rio de Janeiro        | Quarta Divisão   | 15 de outubro de 2017   | 7 de Abril          | 8 — 0        | Riostense                           | Los Larios                         |              |
| Rio de Janeiro        | Quinta Divisão   | 18 de junho de 2023     | Zinzane             | 11 — 0       | São José                            | Marrentão                          |              |
| Rio Grande do Norte   | Primeira Divisão | 1 de dezembro de 1944   | Santa Cruz          | 13 — 0       | Atlético Potiguar                   |                                    |              |
| Rio Grande do Norte   | Segunda Divisão  | 6 de agosto de 2005     | Macau               | 9 — 0        | Universal                           | Walter Bichão                      |              |
| Rio Grande do Sul     | Primeira Divisão | 23 de maio de 1976      | Internacional       | 14 — 0       | Ferro Carril                        | Beira-Rio                          |              |
| Rio Grande do Sul     | Segunda Divisão  | 13 de junho de 1985     | Santa Cruz          | 11 — 0       | Encantado                           | Plátanos                           |              |
| Rio Grande do Sul     | Terceira Divisão | 31 de maio de 2015      | Garibaldi           | 0 — 8        | Palmeirense                         | Alcides Santa Rosa                 |              |
| Rio Grande do Sul     | Terceira Divisão | 1 de maio de 2016       | Sapucaiense         | 0 — 8        | Guarany                             | Cristo Rei                         |              |
| Rio Grande do Sul     | Terceira Divisão | 4 de maio de 2016       | Sapucaiense         | 0 — 8        | Rio Grande                          | Cristo Rei                         |              |
| Rondônia              | Primeira Divisão | 14 de maio de 2006      | Ulbra Ji-Paraná     | 21 — 0       | Shallon                             | Biancão                            | [ 85 ]       |
| Rondônia              | Segunda Divisão  | 25 de setembro de 2005  | Ulbra Ji-Paraná     | 17 — 1       | Operário                            | Biancão                            |              |
| Roraima               | Primeira Divisão | 20 de abril de 2002     | Atlético Roraima    | 16 — 1       | Progresso                           | Canarinho                          |              |
| Santa Catarina        | Primeira Divisão | 20 de janeiro de 1963   | Metropol            | 12 — 1       | Flamengo                            | Euvaldo Lodi                       |              |
| Santa Catarina        | Segunda Divisão  | 5 de junho de 2015      | Juventus            | 9 — 0        | Blumenau                            | Victório Pierozan                  |              |
| Santa Catarina        | Terceira Divisão | 12 de setembro de 2013  | Pinheiros           | 14 — 0       | Maga                                | Estádio Domingos Silveira Gonzales |              |
| Santa Catarina        | Terceira Divisão | 16 de setembro de 2018  | Próspera            | 14 — 0       | Curitibanos                         | Mário Balsini                      |              |
| São Paulo             | Primeira Divisão | 16 de maio de 1920      | A.A. das Palmeiras  | 0 — 12       | Paulistano                          | Chácara da Floresta                | [ 86 ]       |
| São Paulo             | Segunda Divisão  | 12 de dezembro de 1955  | Ferroviária         | 15 — 1       | Velo Clube                          | Fonte Luminosa                     | [ 87 ]       |
| São Paulo             | Terceira Divisão | 9 de novembro de 1986   | Descalvadense       | 15 — 1       | Estrela da Bela Vista               | Felisberto Bortoletto              |              |
| São Paulo             | Quarta Divisão   | 16 de agosto de 2015    | Grêmio Mauaense     | 14 — 2       | ECUS                                | Pedro Benedetti                    | [ 88 ]       |
| São Paulo             | Quinta Divisão   | 18 de abril de 1999     | Flamengo            | 10 — 0       | Jacareí                             | Ninho do Corvo                     |              |
| São Paulo             | Sexta Divisão    | 25 de agosto de 2002    | Grêmio Barueri      | 9 — 0        | Gazeta                              | Vila Porto                         |              |
| Sergipe               | Primeira Divisão | 6 de junho de 1996      | Sergipe             | 14 — 0       | Propriá                             | João Hora                          |              |
| Sergipe               | Segunda Divisão  | 23 de outubro de 2011   | Neópolis            | 12 — 0       | Canindé                             | Velho Chico                        |              |
| Tocantins             | Primeira Divisão | 12 de março de 2022     | Tocantinópolis      | 13 — 1       | Tocantins                           | Ribeirão                           | [ 89 ]       |
| Tocantins             | Segunda Divisão  | 7 de novembro de 2015   | Tocantins           | 13 — 0       | Nova Conquista                      | Castanheirão                       |              |

### Jogadores com mais títulos
| #       | Jogadores               | NT | NC | NE | NR | Estaduais                                   | APT       | AUT       | Tempo   |
| ------- | ----------------------- | -- | -- | -- | -- | ------------------------------------------- | --------- | --------- | ------- |
| 1º      | Quaretinha              | 12 | 1  | 1  | 1  | PA (12)                                     | 1956 (PA) | 1972 (PA) | 16 anos |
| 1º      | Givanildo Oliveira      | 12 | 4  | 3  | 2  | PE (10), RJ, SP                             | 1969 (PE) | 1982 (PE) | 13 anos |
| 1º      | Durval                  | 12 | 5  | 5  | 4  | DF, PA, PB, PE (6), SP (3)                  | 2003 (PB) | 2017 (PE) | 14 anos |
| 1º      | Jorge Henrique de Souza | 12 | 8  | 8  | 4  | CE, DF, PE (3), PR, RJ, RS (2), SC e SP (2) | 2001 (PE) | 2021 (SC) | 20 anos |
| 5º      | Quarenta                | 10 | 1  | 1  | 1  | PA (10)                                     | 1928 (PA) | 1945 (PA) | 17 anos |
| Fontes: |                         |    |    |    |    |                                             |           |           |         |

NT = número de títulos; NC = número de clubes; NE = número de estados; NR = número de regiões; APT = ano primeiro título; AUT = ano último título.
Por times:
- Quarentinha: Paysandu (12), maior campeão por um mesmo estado e mesmo clube;[92]
- Givanildo: Santa Cruz (7), Sport (3), Corinthians, Fluminense;
- Durval: Sport (6), Santos (3), Athletico Paranaense, Botafogo-PB, Brasiliense. Venceu 10 vezes em 10 anos, de 2003 a 2012 (o que inclui um tetracampeonato com o Sport e um tri com o Santos);[97]
- Jorge Henrique: Náutico (3), Corinthians (2), Athletico Paranaense, Brasiliense, Ceará, Figueirense, Internacional, Vasco da Gama. Venceu ainda um Mineiro - Segunda Divisão (terceiro nível estadual), em 2022, pelo North EC;
- Quarenta: Paysandu (10).

### Treinadores com mais títulos
| #       | Treinadores          | NT | NC | NE | NR | Estaduais                              | APT       | AUT       | Tempo   |
| ------- | -------------------- | -- | -- | -- | -- | -------------------------------------- | --------- | --------- | ------- |
| 1º      | Givanildo Oliveira   | 19 | 10 | 6  | 3  | AL (2), BA, CE (2), MG, PA (8), PE (5) | 1986 (AL) | 2018 (PA) | 32 anos |
| 2º      | Maurício Simões      | 14 | 6  | 4  | 1  | MA, PB (3), PI (3), SE (7)             | 1994 (PI) | 2008 (SE) | 14 anos |
| 2º      | Vanderlei Luxemburgo | 14 | 9  | 5  | 2  | ES, MG (2), PE, RJ, SP (9)             | 1983 (ES) | 2020 (SP) | 37 anos |
| 4º      | Ferdinando Teixeira  | 13 | 4  | 2  | 1  | CE (2), RN (11)                        | 1984 (RN) | 2008 (RN) | 24 anos |
| 5º      | Hélio dos Anjos      | 12 | 6  | 4  | 3  | BA, GO (5), PA (2), PE (4)             | 1992 (BA) | 2021 (PE) | 29 anos |
| Fontes: |                      |    |    |    |    |                                        |           |           |         |

NT = número de títulos; NC = número de clubes; NE = número de estados; NR = número de regiões; APT = ano primeiro título; AUT = ano último título.
Por times:
- Givanildo: Paysandu (5), Sport (4), Remo (3), CRB, CSA, América-MG, Ceará, Fortaleza, Santa Cruz, Vitória;
- Maurício Simões: Confiança (4), Picos (3), Sergipe (3), Treze (2), Campinense, Maranhão;
- Vanderlei: Palmeiras (5), Santos (2), Atlético-MG, Bragantino, Corinthians, Cruzeiro, Flamengo, Rio branco, Sport;
- Ferdinando Teixeira: ABC (5), América-RN (4), Alecrim (2), Fortaleza (2). Venceu ainda um Alagoano Segunda Divisão, em 2005, pelo CSA;
- Hélio dos Anjos: Goiás (5), Sport (3), Naútico, Paysandu, Remo, Vitória. Venceu ainda um Paulista - Série A2, em 2023, pela Ponte Preta;

Givanildo e Vanderlei empatam em títulos no século XXI (9). Givanildo venceu por mais times diferentes neste século (8).
Conquistas como jogador: Givanildo: 12 (sub-título acima), sendo o maior campeão geral (como jogador e treinador: 31 taças); Vanderlei Luxemburgo: 3 Cariocas (pelo Flamengo); Hélio dos Anjos: 5 (RJ: 3, pelo Flamengo; SC: 2, pelo Joinville).